# Begraafplaats van Mouchin
De Begraafplaats van Mouchin is een gemeentelijke begraafplaats in de Franse gemeente Mouchin in het Noorderdepartement. De begraafplaats bevindt zich in het dorpscentrum, net ten noorden van de kerk.

## Brits oorlogsgraf
Op de begraafplaats bevindt zich een Brits oorlogsgraf uit de Tweede Wereldoorlog. Het graf is geïdentificeerd en wordt onderhouden door de Commonwealth War Graves Commission. In de CWGC-registers is de begraafplaats opgenomen als Mouchin Communal Cemetery.